# Вілсон (округ Шебойган, Вісконсин)
Вілсон (англ. Wilson) — місто (англ. town) в США, в окрузі Шебойґан штату Вісконсин. Населення — 3484 особи (2020).

## Демографія
Згідно з переписом 2010 року, у місті мешкало 3330 осіб у 1314 домогосподарствах у складі 1047 родин. Було 1445 помешкань
Расовий склад населення:
| - 94,1 % — білих - 2,9 % — азіатів - 0,4 % — чорних або афроамериканців - 0,3 % — корінних американців - 1,6 % — осіб інших рас |

До двох чи більше рас належало 0,7 %. Частка іспаномовних становила 2,6 % від усіх жителів.
За віковим діапазоном населення розподілялося таким чином: 21,6 % — особи молодші 18 років, 63,9 % — особи у віці 18—64 років, 14,5 % — особи у віці 65 років та старші. Медіана віку мешканця становила 46,3 року. На 100 осіб жіночої статі у місті припадало 100,8 чоловіків;  на 100 жінок у віці від 18 років та старших — 100,2 чоловіків також старших 18 років.
Середній дохід на одне домашнє господарство  становив 87 545 доларів США (медіана — 78 929), а середній дохід на одну сім'ю — 92 898 доларів (медіана — 94 191). Медіана доходів становила 63 813 долари для чоловіків та 41 159 доларів для жінок. За межею бідності перебувало 3,2 % осіб, у тому числі 5,3 % дітей у віці до 18 років та 0,0 % осіб у віці 65 років та старших.
Цивільне працевлаштоване населення становило 1851 особа. Основні галузі зайнятості: виробництво — 26,1 %, освіта, охорона здоров'я та соціальна допомога — 20,0 %, роздрібна торгівля — 14,9 %.